# Diaphorencyrtus
Diaphorencyrtus är ett släkte av steklar. Diaphorencyrtus ingår i familjen sköldlussteklar.
Kladogram enligt Catalogue of Life:
| Diaphorencyrtus | \| \| Diaphorencyrtus aligarhensis \| \| \| \| \| \| Diaphorencyrtus harrisoni \| \| \| \| |
|                 | \| \| Diaphorencyrtus aligarhensis \| \| \| \| \| \| Diaphorencyrtus harrisoni \| \| \| \| |
|                 | Diaphorencyrtus aligarhensis                                                               |
|                 |                                                                                            |
|                 | Diaphorencyrtus harrisoni                                                                  |
|                 |                                                                                            |